# Pseudoxandra sclerocarpa
Pseudoxandra sclerocarpa är en kirimojaväxtart som beskrevs av Paulus Johannes Maria Maas. Pseudoxandra sclerocarpa ingår i släktet Pseudoxandra och familjen kirimojaväxter. Inga underarter finns listade i Catalogue of Life.